# WHL 2015/16
Die WHL-Saison 2015/16 war die 50. Spielzeit der Western Hockey League. Die reguläre Saison begann am 24. September 2015 und endete am 20. März 2016, wobei die Victoria Royals ihre erste Scotty Munro Memorial Trophy gewannen. Am 25. März 2016 begannen die Playoffs um den Ed Chynoweth Cup, den die Brandon Wheat Kings am 13. Mai 2016 zum dritten Mal in ihrer Geschichte gewannen.

## Reguläre Saison

### Abschlusstabellen
Abkürzungen: GP = Spiele, W = Siege, L = Niederlagen, OTL = Niederlage nach Overtime, SOL = Niederlage nach Shootout, GF = Erzielte Tore, GA = Gegentore, Pts = Punkte

Erläuterungen:   = Play-off-Qualifikation,  = Conference-Sieger,  = Scotty-Munro-Memorial-Trophy-Gewinner

#### Eastern Conference
| Rang | East Division         | GP | W  | L  | OTL | SOL | GF  | GA  | Pts |
| ---- | --------------------- | -- | -- | -- | --- | --- | --- | --- | --- |
| 1.   | Brandon Wheat Kings   | 72 | 48 | 18 | 4   | 2   | 319 | 197 | 102 |
| 2.   | Prince Albert Raiders | 72 | 38 | 26 | 7   | 1   | 222 | 223 | 84  |
| 3.   | Moose Jaw Warriors    | 72 | 36 | 27 | 7   | 2   | 249 | 239 | 81  |

| Rang | Central Division      | GP | W  | L  | OTL | SOL | GF  | GA  | Pts |
| ---- | --------------------- | -- | -- | -- | --- | --- | --- | --- | --- |
| 1.   | Lethbridge Hurricanes | 72 | 46 | 24 | 1   | 1   | 304 | 218 | 94  |
| 2.   | Red Deer Rebels       | 72 | 45 | 24 | 1   | 2   | 260 | 205 | 93  |
| 3.   | Calgary Hitmen        | 72 | 42 | 26 | 2   | 2   | 246 | 219 | 88  |

| Rang | Wild-Card-Teams       | Division | GP | W  | L  | OTL | SOL | GF  | GA  | Pts |
| ---- | --------------------- | -------- | -- | -- | -- | --- | --- | --- | --- | --- |
| 1.   | Regina Pats           | E        | 72 | 36 | 29 | 3   | 5   | 243 | 253 | 80  |
|      |                       |          |    |    |    |     |     |     |     |     |
| 2.   | Edmonton Oil Kings    | C        | 72 | 29 | 36 | 6   | 1   | 197 | 238 | 65  |
| 2.   | Medicine Hat Tigers   | C        | 72 | 30 | 37 | 3   | 2   | 223 | 287 | 65  |
| 4.   | Swift Current Broncos | E        | 72 | 24 | 38 | 7   | 3   | 189 | 249 | 58  |
| 5.   | Saskatoon Blades      | E        | 72 | 26 | 42 | 4   | 0   | 219 | 318 | 56  |
| 6.   | Kootenay Ice          | C        | 72 | 12 | 53 | 6   | 1   | 155 | 320 | 31  |

1. 1 2  Die Medicine Hat Tigers und die Edmonton Oil Kings spielten am 22. März 2016 ein Entscheidungsspiel um den verbleibenden Wild-Card-Platz in der Eastern Conference aus. Dabei gewannen die Oil Kings mit 6:4 in Medicine Hat.

#### Western Conference
| Rang | B.C. Division    | GP | W  | L  | OTL | SOL | GF  | GA  | Pts |
| ---- | ---------------- | -- | -- | -- | --- | --- | --- | --- | --- |
| 1.   | Victoria Royals  | 72 | 50 | 16 | 3   | 3   | 281 | 166 | 106 |
| 2.   | Kelowna Rockets  | 72 | 48 | 20 | 4   | 0   | 269 | 218 | 100 |
| 3.   | Kamloops Blazers | 72 | 38 | 25 | 5   | 4   | 237 | 218 | 85  |

| Rang | U.S. Division        | GP | W  | L  | OTL | SOL | GF  | GA  | Pts |
| ---- | -------------------- | -- | -- | -- | --- | --- | --- | --- | --- |
| 1.   | Seattle Thunderbirds | 72 | 45 | 23 | 4   | 0   | 228 | 186 | 94  |
| 2.   | Everett Silvertips   | 72 | 38 | 26 | 5   | 3   | 182 | 172 | 84  |
| 3.   | Portland Winterhawks | 72 | 34 | 31 | 6   | 1   | 228 | 227 | 75  |

| Rang | Wild-Card-Teams       | Division | GP | W  | L  | OTL | SOL | GF  | GA  | Pts |
| ---- | --------------------- | -------- | -- | -- | -- | --- | --- | --- | --- | --- |
| 1.   | Prince George Cougars | B        | 72 | 36 | 31 | 3   | 2   | 240 | 225 | 77  |
| 2.   | Spokane Chiefs        | U        | 72 | 33 | 30 | 5   | 4   | 223 | 254 | 75  |
| 3.   | Tri-City Americans    | U        | 72 | 35 | 34 | 2   | 1   | 236 | 253 | 73  |
| 4.   | Vancouver Giants      | B        | 72 | 23 | 40 | 5   | 4   | 199 | 273 | 55  |

### Beste Scorer
Abkürzungen: GP = Spiele, G = Tore, A = Assists, Pts = Punkte, PIM = Strafminuten; Fett: Saisonbestwert
| Spieler        | Team                  | GP | G  | A  | Pts | PIM |
| -------------- | --------------------- | -- | -- | -- | --- | --- |
| Adam Brooks    | Regina Pats           | 72 | 38 | 82 | 120 | 30  |
| Dryden Hunt    | Moose Jaw Warriors    | 72 | 58 | 58 | 116 | 48  |
| Brayden Burke  | Lethbridge Hurricanes | 72 | 27 | 82 | 109 | 44  |
| Jayce Hawryluk | Brandon Wheat Kings   | 58 | 47 | 59 | 106 | 101 |
| Nolan Patrick  | Brandon Wheat Kings   | 72 | 41 | 61 | 102 | 41  |
| Parker Bowles  | Tri-City Americans    | 72 | 39 | 57 | 96  | 63  |
| Tyson Baillie  | Kelowna Rockets       | 70 | 43 | 52 | 95  | 66  |
| Reid Gardiner  | Prince Albert Raiders | 71 | 43 | 49 | 92  | 46  |
| Alex Forsberg  | Victoria Royals       | 71 | 31 | 60 | 91  | 64  |
| Tyler Wong     | Lethbridge Hurricanes | 72 | 43 | 46 | 89  | 42  |

### Beste Torhüter
Die kombinierte Tabelle zeigt die jeweils drei besten Torhüter in den Kategorien Gegentorschnitt und Fangquote sowie die jeweils Führenden in den Kategorien Shutouts und Siege.
Abkürzungen: GP = Spiele, TOI = Eiszeit (in Minuten), W = Siege, L = Niederlagen, OTL = Overtime/Shootout-Niederlagen, GA = Gegentore, SO = Shutouts, Sv% = gehaltene Schüsse (in %), GAA = Gegentorschnitt; Fett: Saisonbestwert
Es werden nur Torhüter erfasst, die mindestens 1440 Spielminuten absolviert haben. Sortiert nach bestem Gegentorschnitt.
| Spieler          | Team                                       | GP | TOI  | W  | L  | OTL | GA  | SO | Sv%  | GAA  |
| ---------------- | ------------------------------------------ | -- | ---- | -- | -- | --- | --- | -- | ---- | ---- |
| Griffen Outhouse | Victoria Royals                            | 27 | 1487 | 18 | 3  | 4   | 45  | 4  | 93,7 | 1,82 |
| Carter Hart      | Everett Silvertips                         | 63 | 3693 | 35 | 23 | 4   | 132 | 6  | 91,8 | 2,14 |
| Coleman Vollrath | Victoria Royals                            | 51 | 2854 | 32 | 13 | 2   | 114 | 1  | 91,2 | 2,40 |
| Landon Bow       | Swift Current Broncos Seattle Thunderbirds | 53 | 2886 | 25 | 20 | 4   | 120 | 7  | 92,3 | 2,49 |
| Connor Ingram    | Kamloops Blazers                           | 61 | 3539 | 34 | 15 | 9   | 154 | 4  | 92,2 | 2,61 |

## Playoffs

### Playoff-Baum
|  | Conference-Viertelfinale | Conference-Viertelfinale | Conference-Viertelfinale |                    |                       | Conference-Halbfinale | Conference-Halbfinale | Conference-Halbfinale |  |  | Conference-Finale | Conference-Finale | Conference-Finale |  |  | Ed-Chynoweth-Cup-Finale | Ed-Chynoweth-Cup-Finale | Ed-Chynoweth-Cup-Finale |
|  |                          |                          |                          |                    |                       |                       |                       |                       |  |  |                   |                   |                   |  |  |                         |                         |                         |
|  | E1                       | Brandon Wheat Kings      | 4                        |                    |                       |                       |                       |                       |  |  |                   |                   |                   |  |  |                         |                         |                         |
|  | EWC2                     | Edmonton Oil Kings       | 2                        |                    |                       |                       |                       |                       |  |  |                   |                   |                   |  |  |                         |                         |                         |
|  | EWC2                     | Edmonton Oil Kings       | 2                        | E1                 | Brandon Wheat Kings   | 4                     |                       |                       |  |  |                   |                   |                   |  |  |                         |                         |                         |
|  |                          |                          |                          | E1                 | Brandon Wheat Kings   | 4                     |                       |                       |  |  |                   |                   |                   |  |  |                         |                         |                         |
|  |                          |                          | E3                       | Moose Jaw Warriors | 1                     |                       |                       |                       |  |  |                   |                   |                   |  |  |                         |                         |                         |
|  | E2                       | Prince Albert Raiders    | E3                       | Moose Jaw Warriors | 1                     | 1                     |                       |                       |  |  |                   |                   |                   |  |  |                         |                         |                         |
|  | E2                       | Prince Albert Raiders    |                          |                    |                       | 1                     |                       |                       |  |  |                   |                   |                   |  |  |                         |                         |                         |
|  | E3                       | Moose Jaw Warriors       | 4                        |                    |                       |                       |                       |                       |  |  |                   |                   |                   |  |  |                         |                         |                         |
|  | E3                       | Moose Jaw Warriors       | 4                        | E1                 | Brandon Wheat Kings   | 4                     |                       |                       |  |  |                   |                   |                   |  |  |                         |                         |                         |
|  |                          |                          |                          | E1                 | Brandon Wheat Kings   | 4                     | Eastern Conference    |                       |  |  |                   |                   |                   |  |  |                         |                         |                         |
|  |                          | C2                       | Red Deer Rebels          | 1                  |                       |                       |                       |                       |  |  |                   |                   |                   |  |  |                         |                         |                         |
|  | C1                       | C2                       | Red Deer Rebels          | 1                  | Lethbridge Hurricanes | 1                     |                       |                       |  |  |                   |                   |                   |  |  |                         |                         |                         |
|  | C1                       |                          |                          |                    | Lethbridge Hurricanes | 1                     |                       |                       |  |  |                   |                   |                   |  |  |                         |                         |                         |
|  | EWC1                     | Regina Pats              | 4                        |                    |                       |                       |                       |                       |  |  |                   |                   |                   |  |  |                         |                         |                         |
|  | EWC1                     | Regina Pats              | 4                        | EWC1               | Regina Pats           | 3                     |                       |                       |  |  |                   |                   |                   |  |  |                         |                         |                         |
|  |                          |                          |                          | EWC1               | Regina Pats           | 3                     |                       |                       |  |  |                   |                   |                   |  |  |                         |                         |                         |
|  |                          |                          | C2                       | Red Deer Rebels    | 4                     |                       |                       |                       |  |  |                   |                   |                   |  |  |                         |                         |                         |
|  | C2                       | Red Deer Rebels          | C2                       | Red Deer Rebels    | 4                     | 4                     |                       |                       |  |  |                   |                   |                   |  |  |                         |                         |                         |
|  | C2                       | Red Deer Rebels          |                          |                    |                       |                       |                       |                       |  |  |                   |                   |                   |  |  |                         |                         |                         |
|  | C3                       | Calgary Hitmen           | 1                        |                    |                       |                       |                       |                       |  |  |                   |                   |                   |  |  |                         |                         |                         |
|  | C3                       | Calgary Hitmen           | 1                        | E1                 | Brandon Wheat Kings   | 4                     |                       |                       |  |  |                   |                   |                   |  |  |                         |                         |                         |
|  |                          |                          |                          |                    |                       |                       |                       |                       |  |  |                   |                   |                   |  |  |                         |                         |                         |
|  |                          | U1                       | Seattle Thunderbirds     | 1                  |                       |                       |                       |                       |  |  |                   |                   |                   |  |  |                         |                         |                         |
|  | B1                       | U1                       | Seattle Thunderbirds     | 1                  | Victoria Royals       | 4                     |                       |                       |  |  |                   |                   |                   |  |  |                         |                         |                         |
|  | B1                       |                          |                          |                    | Victoria Royals       | 4                     |                       |                       |  |  |                   |                   |                   |  |  |                         |                         |                         |
|  | WWC2                     | Spokane Chiefs           | 2                        |                    |                       |                       |                       |                       |  |  |                   |                   |                   |  |  |                         |                         |                         |
|  | WWC2                     | Spokane Chiefs           | 2                        | B1                 | Victoria Royals       | 3                     |                       |                       |  |  |                   |                   |                   |  |  |                         |                         |                         |
|  |                          |                          |                          | B1                 | Victoria Royals       | 3                     |                       |                       |  |  |                   |                   |                   |  |  |                         |                         |                         |
|  |                          |                          | B2                       | Kelowna Rockets    | 4                     |                       |                       |                       |  |  |                   |                   |                   |  |  |                         |                         |                         |
|  | B2                       | Kelowna Rockets          | B2                       | Kelowna Rockets    | 4                     | 4                     |                       |                       |  |  |                   |                   |                   |  |  |                         |                         |                         |
|  | B2                       | Kelowna Rockets          |                          |                    |                       | 4                     |                       |                       |  |  |                   |                   |                   |  |  |                         |                         |                         |
|  | B3                       | Kamloops Blazers         | 3                        |                    |                       |                       |                       |                       |  |  |                   |                   |                   |  |  |                         |                         |                         |
|  | B3                       | Kamloops Blazers         | 3                        | B2                 | Kelowna Rockets       | 0                     |                       |                       |  |  |                   |                   |                   |  |  |                         |                         |                         |
|  |                          |                          |                          | B2                 | Kelowna Rockets       | 0                     | Western Conference    |                       |  |  |                   |                   |                   |  |  |                         |                         |                         |
|  |                          | U1                       | Seattle Thunderbirds     | 4                  |                       |                       |                       |                       |  |  |                   |                   |                   |  |  |                         |                         |                         |
|  | U1                       | U1                       | Seattle Thunderbirds     | 4                  | Seattle Thunderbirds  | 4                     |                       |                       |  |  |                   |                   |                   |  |  |                         |                         |                         |
|  | U1                       |                          |                          |                    |                       |                       |                       |                       |  |  |                   |                   |                   |  |  |                         |                         |                         |
|  | WWC1                     | Prince George Cougars    | 0                        |                    |                       |                       |                       |                       |  |  |                   |                   |                   |  |  |                         |                         |                         |
|  | WWC1                     | Prince George Cougars    | 0                        | U1                 | Seattle Thunderbirds  | 4                     |                       |                       |  |  |                   |                   |                   |  |  |                         |                         |                         |
|  |                          |                          |                          | U1                 | Seattle Thunderbirds  | 4                     |                       |                       |  |  |                   |                   |                   |  |  |                         |                         |                         |
|  |                          |                          | U2                       | Everett Silvertips | 1                     |                       |                       |                       |  |  |                   |                   |                   |  |  |                         |                         |                         |
|  | U2                       | Everett Silvertips       | U2                       | Everett Silvertips | 1                     | 4                     |                       |                       |  |  |                   |                   |                   |  |  |                         |                         |                         |
|  | U2                       | Everett Silvertips       |                          |                    |                       |                       |                       |                       |  |  |                   |                   |                   |  |  |                         |                         |                         |
|  | U3                       | Portland Winterhawks     | 0                        |                    |                       |                       |                       |                       |  |  |                   |                   |                   |  |  |                         |                         |                         |

### Ed-Chynoweth-Cup-Sieger
| Ed-Chynoweth-Cup-Sieger Brandon Wheat Kings | Torhüter: Jordan Papirny, Logan Thompson Verteidiger: Kale Clague, Macoy Erkamps, Schael Higson, Mark Matsuba, Iwan Proworow, James Shearer, Jordan Thomson, Mitch Wheaton Angreifer: Garrett Armour, Duncan Campbell, Tyler Coulter, Reid Duke, Connor Gutenberg, Jayce Hawryluk, Tanner Kaspick, Ty Lewis, Stelio Mattheos, Linden McCorrister, Tim McGauley, Nolan Patrick, John Quenneville Cheftrainer: Kelly McCrimmon |

### Beste Scorer
Abkürzungen: GP = Spiele, G = Tore, A = Assists, Pts = Punkte, PIM = Strafminuten; Fett: Saisonbestwert
| Spieler          | Team                 | GP | G  | A  | Pts | PIM |
| ---------------- | -------------------- | -- | -- | -- | --- | --- |
| Nolan Patrick    | Brandon Wheat Kings  | 21 | 13 | 17 | 30  | 16  |
| Jayce Hawryluk   | Brandon Wheat Kings  | 21 | 7  | 23 | 30  | 29  |
| John Quenneville | Brandon Wheat Kings  | 21 | 16 | 11 | 27  | 8   |
| Tim McGauley     | Brandon Wheat Kings  | 21 | 8  | 18 | 26  | 8   |
| Mathew Barzal    | Seattle Thunderbirds | 18 | 5  | 21 | 26  | 16  |
| Reid Duke        | Brandon Wheat Kings  | 21 | 8  | 16 | 24  | 24  |
| Adam Brooks      | Regina Pats          | 12 | 7  | 16 | 23  | 6   |
| Ethan Bear       | Seattle Thunderbirds | 18 | 8  | 14 | 22  | 8   |
| Adam Helewka     | Red Deer Rebels      | 17 | 9  | 9  | 18  | 18  |
| Jake DeBrusk     | Red Deer Rebels      | 17 | 8  | 9  | 17  | 20  |

### Beste Torhüter
Die kombinierte Tabelle zeigt die jeweils drei besten Torhüter in den Kategorien Gegentorschnitt und Fangquote sowie die jeweils Führenden in den Kategorien Shutouts und Siege.
Abkürzungen: GP = Spiele, TOI = Eiszeit (in Minuten), W = Siege, L = Niederlagen, OTL = Overtime/Shootout-Niederlagen, GA = Gegentore, SO = Shutouts, Sv% = gehaltene Schüsse (in %), GAA = Gegentorschnitt; Fett: Saisonbestwert
Es werden nur Torhüter erfasst, die mindestens 60 Spielminuten absolviert haben. Sortiert nach bestem Gegentorschnitt.
| Spieler        | Team                  | GP | TOI  | W  | L | OTL | GA | SO | Sv%  | GAA  |
| -------------- | --------------------- | -- | ---- | -- | - | --- | -- | -- | ---- | ---- |
| Mario Petit    | Everett Silvertips    | 4  | 185  | 3  | 0 | 0   | 4  | 1  | 95,3 | 1,30 |
| Jayden Sittler | Lethbridge Hurricanes | 2  | 102  | 0  | 1 | 0   | 3  | 0  | 94,0 | 1,76 |
| Landon Bow     | Seattle Thunderbirds  | 18 | 1131 | 13 | 2 | 3   | 37 | 2* | 92,7 | 1,96 |
| Connor Ingram  | Kamloops Blazers      | 7  | 424  | 3  | 3 | 1   | 15 | 1  | 93,8 | 2,12 |
| Jordan Papirny | Brandon Wheat Kings   | 21 | 1230 | 16 | 5 | 0   | 60 | 1  | 89,7 | 2,93 |

* Zach Sawchenko, Tyler Brown und Michael Herringer gelangen ebenfalls 2 Shutouts.

## Auszeichnungen

### All-Star-Teams

#### Eastern Conference
| First All-Star-Team |                                           |
| Angriff:            | Dryden Hunt – Brayden Point – Adam Brooks |
| Verteidigung:       | Andrew Nielsen – Iwan Proworow            |
| Tor:                | Zach Sawchenko                            |

| Second All-Star-Team |                                                |
| Angriff:             | Brayden Burke – Nolan Patrick – Jayce Hawryluk |
| Verteidigung:        | Jake Bean – Travis Sanheim                     |
| Tor:                 | Rylan Parenteau                                |

#### Western Conference
| First All-Star-Team |                                               |
| Angriff:            | Tyson Baillie – Mathew Barzal – Parker Bowles |
| Verteidigung:       | Ethan Bear – Joe Hicketts                     |
| Tor:                | Carter Hart                                   |

| Second All-Star-Team |                                           |
| Angriff:             | Tyler Soy – Chase Witala – Collin Shirley |
| Verteidigung:        | Jason Fram – Noah Juulsen                 |
| Tor:                 | Connor Ingram                             |

### Vergebene Trophäen
| Auszeichnung                      | Auszeichnung                 | Team                  |
| --------------------------------- | ---------------------------- | --------------------- |
| Ed Chynoweth Cup                  | Ed Chynoweth Cup             | Brandon Wheat Kings   |
| Scotty Munro Memorial Trophy      | Scotty Munro Memorial Trophy | Victoria Royals       |
| Auszeichnung                      | Spieler                      | Team                  |
| Four Broncos Memorial Trophy      | Dryden Hunt                  | Moose Jaw Warriors    |
| Bob Clarke Trophy                 | Adam Brooks                  | Regina Pats           |
| Bill Hunter Memorial Trophy       | Iwan Proworow                | Brandon Wheat Kings   |
| Jim Piggott Memorial Trophy       | Matthew Phillips             | Victoria Royals       |
| Del Wilson Trophy                 | Carter Hart                  | Everett Silvertips    |
| WHL Plus-Minus Award              | Iwan Proworow                | Brandon Wheat Kings   |
| Brad Hornung Trophy               | Tyler Soy                    | Victoria Royals       |
| Daryl K. (Doc) Seaman Trophy      | Tanner Kaspick               | Brandon Wheat Kings   |
| Dunc McCallum Memorial Trophy     | Dave Lowry                   | Victoria Royals       |
| Lloyd Saunders Memorial Trophy    | Peter Anholt                 | Lethbridge Hurricanes |
| Doug Wickenheiser Memorial Trophy | Tyler Wong                   | Lethbridge Hurricanes |
| WHL Playoff MVP                   | Nolan Patrick                | Brandon Wheat Kings   |